# Bifurcation de Hopf

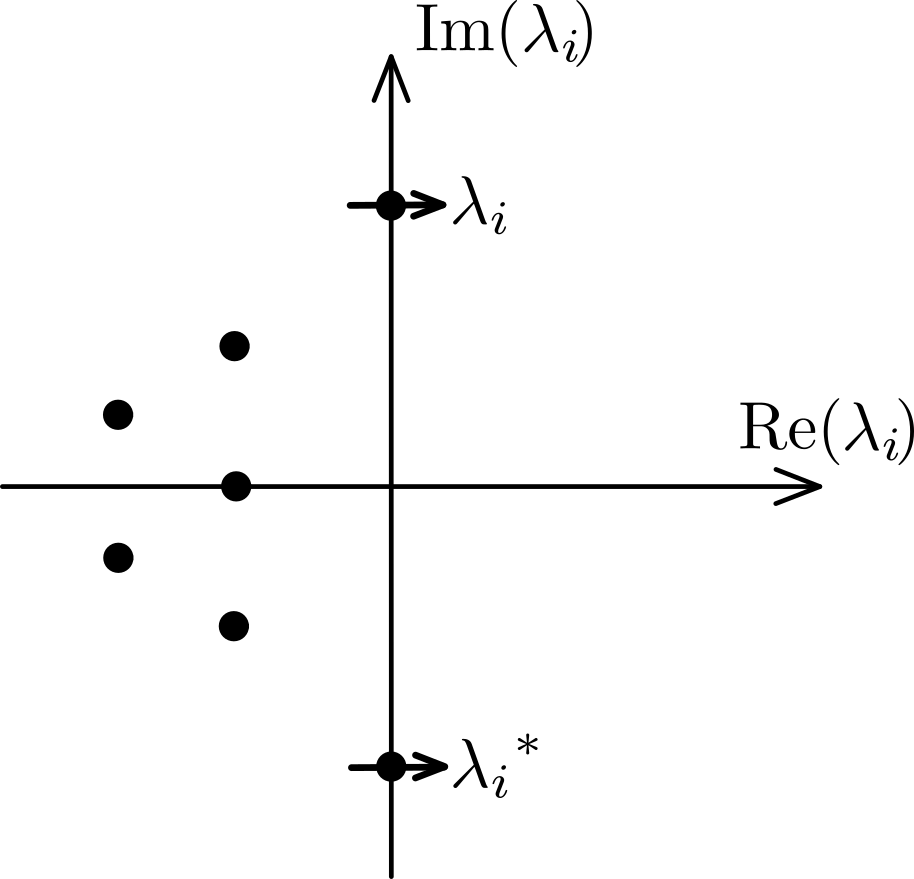
Bifurcation de Hopf, une paire de valeurs propres complexes conjuguées de la linéarisation autour du point fixe franchissent l'axe imaginaire du plan complexe.

Dans la théorie des bifurcations, une bifurcation de Hopf ou de Poincaré–Andronov–Hopf, des noms de Henri Poincaré, Eberhard Hopf, et Aleksandr Andronov, est une bifurcation locale dans laquelle un point fixe d'un système dynamique perd sa stabilité tandis qu'une paire de valeurs propres complexes conjuguées de la linéarisation autour du point fixe franchissent l'axe imaginaire du plan complexe.
Pour un tour d'horizon plus général sur les bifurcations de Hopf et leurs applications notamment en physique et en électronique, voir,,,,.

## Définition

### Bifurcation de Hopf supercritique / sous-critique

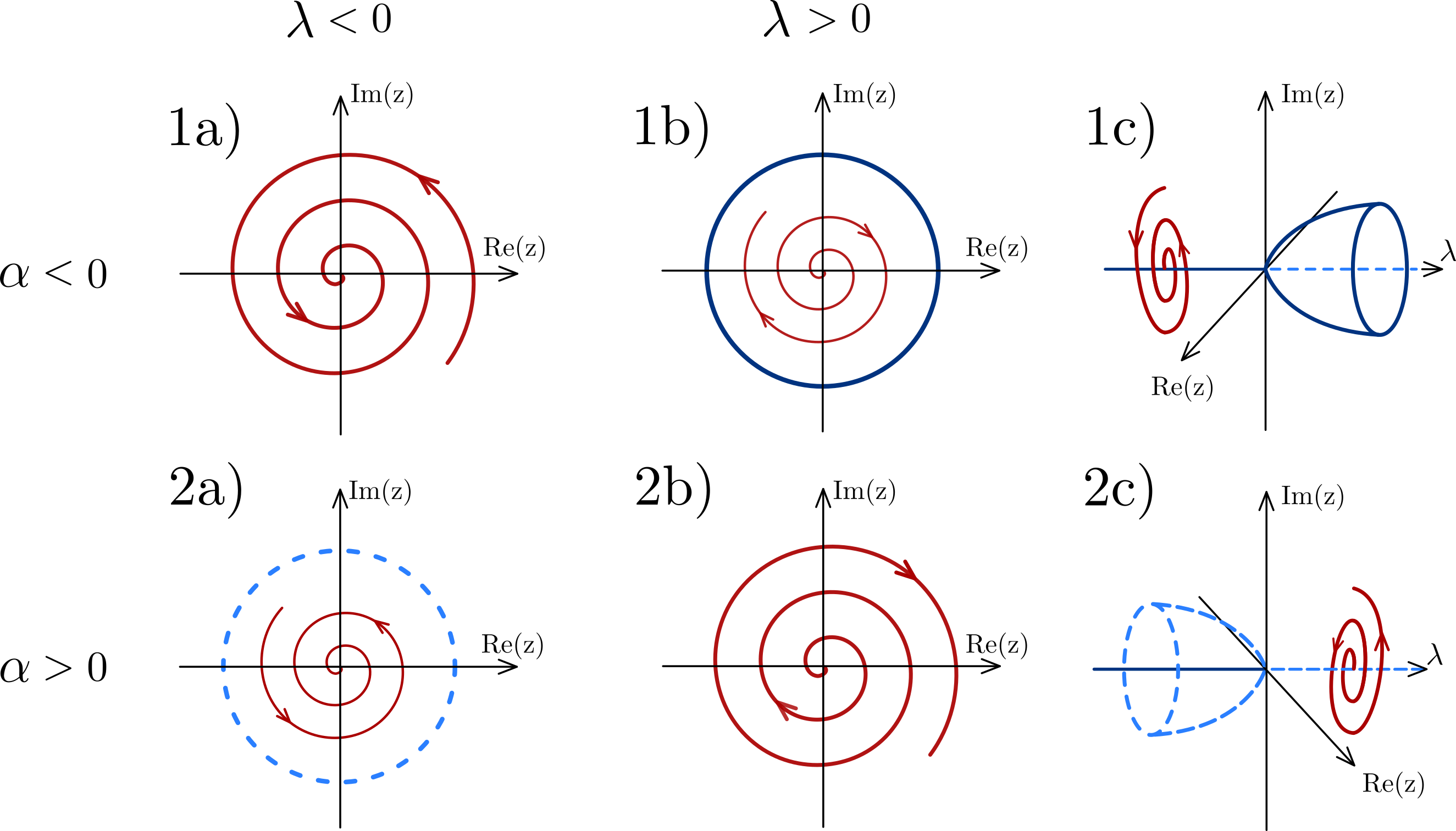
Espace des phases des Bifurcation de Hopf. 1: supercritique, 2: sous-critique.

Le cycle orbital (oscillant) est stable si la quantité spécifique appelée premier exposant de Lyapunov est négative (c'est-à-dire que toute petite déviation appliqué à un point du cycle limite décroit exponentiellement au premier ordre), et la bifurcation de Hopf est dite super-critique. Dans le cas contraire (premier exposant de Lyapunov nul ou positif), le cycle limite est instable et la bifurcation est dite sous-critique.
La forme canonique d'une bifurcation de Hopf est :
{\displaystyle {\frac {dz}{dt}}=z((\lambda +i)+b|z|^{2}),}
Où z, b sont tous deux complexes et λ est un paramètre. Posons
{\displaystyle b=\alpha +i\beta .\,}
Le nombre α est appelé le premier exposant de Lyapunov.
- Si α est negatif alors il existe un cycle limite stable pour λ > 0:

{\displaystyle z(t)=re^{i\omega t}\,}
où
{\displaystyle r={\sqrt {-\lambda /\alpha }}{\text{ and }}\omega =1+\beta r^{2}.\,}
La bifurcation est alors dite super-critique.
- Si α est positive alors le cycle limite est instable pour λ < 0.  La bifurcation est dite sous-critique.

### Remarques
La « plus petite réaction chimique présentant une bifurcation de Hopf » fut observée en 1995 à Berlin, Allemagne. Le même système biochimique a été utilisé pour étudier la façon dont une bifurcation de Hopf peut nous renseigner sur les dynamiques sous-jacentes d'un système.